# Kleidotoma ciliaris
Kleidotoma ciliaris är en stekelart som först beskrevs av Zetterstedt 1840.  Kleidotoma ciliaris ingår i släktet Kleidotoma, och familjen glattsteklar. Arten är reproducerande i Sverige.